# José de Oliveira Fagundes
José de Oliveira Fagundes (Rio de Janeiro, 26 de março de 1748 – ?) foi um advogado brasileiro, reconhecido por sua atuação na defesa dos réus envolvidos na Inconfidência Mineira. Formou-se em Direito pela Universidade de Coimbra entre 1773 e 1778 e foi nomeado defensor dos inconfidentes em 21 de outubro de 1791, quando 29 réus já estavam presos havia mais de dois anos.

## Vida pessoal e formação
José de Oliveira Fagundes nasceu no Rio de Janeiro, em 26 de março de 1748. Era filho do comerciante João Ferreira Lisboa, natural da freguesia dos Mártires, em Lisboa, e de Jerônima Inácia de Oliveira, nascida em Mariana, Minas Gerais, em 23 de abril de 1715. Seus avós paternos eram Antônio Ferreira e Antônia Maria Caetana, enquanto, por parte materna, era neto de Sebastião Pedro Fagundes Varela e Clara de Melo e Lima Correia de Feijó (ou Clara dos Anjos).
Aos 25 anos, Fagundes foi para Portugal e se matriculou na Universidade de Coimbra em 1773, onde concluiu o curso de Direito em 1778.

## Carreira
Após formar-se, Fagundes permaneceu em Portugal por alguns anos, entre 1779 e 1781, exercendo a advocacia na Corte e cuidando dos negócios da família. Ao retornar ao Brasil, estabeleceu-se no Rio de Janeiro, onde ingressou na Irmandade da Santa Casa da Misericórdia do Rio de Janeiro em 1790.
A Santa Casa possuía uma "mordomia dos presos", que se encarregava da defesa legal de pessoas desamparadas, em conformidade com o compromisso herdado da Santa Casa da Misericórdia de Lisboa, fundada em 1498. Foi por essa razão que Fagundes foi nomeado, em 31 de outubro de 1791, pela Alçada para defender os 29 réus da Inconfidência Mineira, incluindo três que haviam falecido na prisão: Cláudio Manoel da Costa, Manoel Joaquim de Sá Pinto Rego Fortes e Francisco José de Melo.

## Atuação na defesa dos inconfidentes
Fagundes teve acesso aos autos do processo em 2 de novembro de 1791 e, no dia 24 de novembro, apresentou uma defesa abrangente, baseada em doutrinas jurídicas da época, aplicando uma tese geral que argumentava que nenhum dos réus havia efetivamente iniciado o levante, tratando-se apenas de discussões hipotéticas. Além disso, Fagundes desenvolveu defesas específicas para cada acusado, dedicando especial atenção ao caso de Tiradentes.
Em 18 de abril de 1792, a Relação de Lisboa proferiu a condenação da maior parte dos réus. Dois dias depois, Fagundes apresentou novos embargos, solicitando a revisão das sentenças, mas os embargos foram rejeitados em 20 de abril. Ainda assim, o advogado tentou novamente defender seus clientes, mas a defesa foi mais uma vez recusada.

## Honorários e reconhecimento
Em 21 de abril de 1793, Fagundes recebeu 200 mil réis da Santa Casa da Misericórdia como pagamento pelos serviços prestados na defesa dos réus da Inconfidência Mineira.
Sua atuação foi revisitada por estudiosos e sua biografia foi publicada em 2024 pelo Instituto dos Advogados de Minas Gerais na obra *Traços biográficos de José de Oliveira Fagundes, o advogado dos inconfidentes*, de autoria de Marcos Paulo de Souza Miranda, membro do Instituto Histórico e Geográfico de Minas Gerais.